# Camya
Camya asy
Famille
Genre
Espèce
Camya est un genre éteint de mollusques bivalves,. C'est le seul de la famille des Camyidae. 
Ce genre est connu à partir de fossiles datant du Cambrien retrouvés en Europe, en particulier dans les calcaires cambriens de Bornholm (Danemark). Le genre ne comprend à l'heure actuelle qu'une seule espèce, Camya asy.

## Datation
La position stratigraphique de Camya a été précisée en 2009, il est considéré comme ayant vécu au cours de la période géologique du Cambrien, au sein de la série du Cambrien moyen dite Série 3, précisément durant l'étage du Drumien, il y a environ entre 505 et 500 Ma (millions d'années).

## Classification
Le nom valide complet (avec auteur) de ce taxon est Camya Hinz-Schallreuter (d), 1995.